# Terminator: Ocalenie
Terminator: Ocalenie (ang. Terminator Salvation) – amerykański film z gatunku science fiction w reżyserii McG, czwarty z serii Terminator. Scenariusz został napisany przez Michaela Ferrisa oraz Johna Brancato. 5 maja 2008 rozpoczęły się prace nad filmem, polska premiera odbyła się 5 czerwca 2009.
Film otrzymał mieszane recenzje od krytyków. Serwis Rotten Tomatoes przyznał filmowi wynik 33%.

## Obsada
- Christian Bale – John Connor
- Sam Worthington – Marcus Wright
- Anton Yelchin – Kyle Reese
- Moon Bloodgood – Blair Williams
- Common – Barnes
- Bryce Dallas Howard – Kate Connor
- Chris Ashworth – Richter
- Helena Bonham Carter – doktor Serena Kogan
- Jane Alexander – Virginia
- Jadagrace Berry – Star
- Michael Ironside – Generał Ashdown
- Ivan G'Vera – Generał Losenko
- Terry Crews – Kapitan Jericho
- Michael Papajohn – Carnahan
- Roland Kickinger – Terminator (Model T-800)

## Fabuła
Rok 2003. Marcus Wright (Sam Worthington), więzień skazany na karę śmierci, zostaje stracony. Jego ciało trafia do korporacji Cyberdyne, gdzie ma zostać poddane tajemniczemu eksperymentowi. Nieoczekiwanie Marcus odzyskuje przytomność 15 lat później, w roku 2018. Apokalipsa zapowiadana w poprzednich częściach już się dokonała. Cały świat został zniszczony przez zbuntowane maszyny. Rozproszone niedobitki toczą nierówną walkę z Terminatorami – morderczymi maszynami. Jednym z bojowników jest John Connor (Christian Bale). Jako jedyny uszedł z życiem z ataku na siedzibę Skynetu. Udało mu się wykraść plany konstrukcji nowego modelu Terminatora T-800. Metalowy szkielet pokryty żywą tkanką ma zostać wykorzystany do podróży w czasie i zamordowania Sary Connor – matki Johna. Tymczasem Marcus Wright próbuje dowiedzieć się, co działo się z nim przez 15 lat. Przemierzając spustoszoną okolicę, spotyka chłopca nazwiskiem Kyle Reese (Anton Yelchin), który zgadza się doprowadzić go do bazy rebeliantów, ale w trakcie wyprawy maszyny porywają Kyle’a. Marcusowi udaje się dotrzeć do bazy Johna Connora. Ten na wieść, że chłopak został uwięziony, postanawia go uwolnić.

## Ścieżka dźwiękowa
- 1. „Opening” – 6:01
- 2. „All Is Lost” – 2:45
- 3. „Broadcast” – 3:19
- 4. „The Harvester Returns” – 2:45
- 5. „Fireside” – 1:31
- 6. „No Plan” – 1:43
- 7. „Reveal/The Escape” – 7:44
- 8. „Hydrobot Attack” – 1:49
- 9. „Farewell” – 1:40
- 10. „Marcus Enters Skynet” – 3:23
- 11. „A Solution” – 1:44
- 12. „Serena” – 2:28
- 13. „Final Confrontation” – 4:14
- 14. „Salvation” – 3:07
- 15. „Rooster” (Alice in Chains) – 6:14